# Административное деление Квебека
Административное деление Квебека состоит из 17 областей, муниципалитетов, городов и индейских резерваций.

## Абитиби — Темискаминг
Окружные муниципалитеты
- Абитиби
- Абитиби-Уэст
- Ла-Валле-де-л'Ор
- Темискаминг

Город
- Руэн-Норанда

Индейские резервации
- Кебаовек
- Лак-Симон
- Пикоган
- Тимискаминг

## Гаспези — Острова Мадлен
Окружные муниципалитеты
- Авиньон
- Бонавентюр
- Кот-Гаспе
- Верхнее Гаспези
- Роше-Персе

Города
- Гросс-Иль
- Иль-де-ля-Мадлен

Индейские резервации
- Геспапегьяг
- Листуги

## Капиталь-Насьональ
Окружные муниципалитеты
- Шарльвевуар
- Шарльевуар-Эст
- Кот-де-Бопре
- Жак-Картье
- Иль-д'Орлеан

Города
- Ансьен-Лоретт
- Квебек
- Сен-Огюстен-де-Десмор

Отдельный округ
- Нотр-Дам-Де-Анж

Индейские резервации
- Вендаке

## Кот-Нор
Окружные муниципалитеты
- Каньяписко
- Верхний-Кот-Нор
- Маникуаган
- Мингани
- Сеп-Ривьер

Города
- Блан-Саблон
- Бонн-Эсперанс
- Кот-Нор-Дю-Гольф-Дю-Сен-Лоран
- Гро-Мекатина
- Сен-Огюстен

Индейские резервации
- Бетсамите
- Эссипи
- Ромен
- Мальотенам
- Малтимекош
- Минган
- Наташкуан
- Уашат

Резервационная территория Наскапи
- Кувавашикамаш

## Лаваль
Город
- Лаваль (город, окружной муниципалитет и область)

## Ланодьер
Окружные муниципалитеты
- Д'Отре
- Жольет
- Ассомпсьон
- Мулен
- Матавини
- Монкальм

Индейская резервация
- Манаван

## Лорантиды
Окружные муниципалитеты
- Антуан-Лабелль
- Аргентёль
- Ду-Монтань
- Ривьер-Дю-Нор
- Лорантид
- Пей-Д'ен-От
- Мирабель (Город и окружной муниципалитет)
- Терез-де-Бланвилль

Индейские резервации
- Донкастер
- Канесатаке

## Монреаль
Города
- Бе-д’Юрфе
- Бэконсфилд
- Кот-Сен-Люк
- Доллар-Дез-Ормо
- Дорваль
- Хэмпстед
- Киркленд
- Иль-Дорваль
- Монреаль-Эст
- Монреаль-Уэст
- Мон-Руаяль
- Пуэнт-Клэр
- Сент-Ан-де-Бельвю
- Уэстмаунт
- Монреаль

Округа Монреаля
- Аустик-Картьевиль
- Анжу
- Кот-Де-Неж-Нотр-Дам-де-Грас
- Иль-Бизар-Сент-Женевьев
- Ла-Саль
- Лашин
- Плато-Мон-Руаяль
- Юго-Запад
- Мерсье-Ошлага-Мезоннёв
- Монреаль-Нор
- Утремон
- Пьерфонд-Роксборо
- Ривьер-Де-Прери-Пуэнт-о-Трамбль
- Розмон-Ля-Петит-Патри
- Сен-Лоран
- Сен-Леонар
- Вердан
- Вилль-Мари
- Вилльрей-Сен-Мишель-Парк-Экстансьон

Поселение
- Сенневиль

## Монтережи
Окружные муниципалитеты
- Актон
- Боарнуа-Салаберри
- Бром-Миссискуа
- Верхняя Ямаска
- Валле-Дю-Ришелье
- Лажемере
- Верхний Ришелье
- Верхний Сен-Лоран
- Жарден-Де-Напьервилль
- Маскутен
- Пьер-Де-Соррель
- Руссилон
- Рувилль
- Водрёй-Соланж

Города
- Бушервилль
- Броссар
- Эльган
- Лонгёй

Районы Лонгёя
- Гринфилд Парк
- Старый Лонгёй
- Сен-Юбер

- Сен-Брюно-Де-Монтарвилль
- Сен-Ламбер

Индейские резервации
- Аквесасне 15
- Канаваке

## Мориси
Окружные муниципалитеты
- Шено
- Маскинонге
- Мекинак

Города
- Туке
- Шавиниган
- Труа-Ривьер

Отдельные муниципалитеты
- Бостоннэ
- Лак-Эдуард

Индейские резервации
- Кукукаш
- Обедживан
- Ветомаки

## Низовье Святого Лаврентия
Окружные муниципалитеты
- Камураска
- Матапедия
- Ла-Мити
- Ле-Баск
- Матан
- Римуски-Нежетт
- Ривьер-Дю-Лу
- Темискуата

Индейские резервации
- Какуна
- Уитворт

## Оттава
Окружные муниципалитеты
- Валле-Де-Ла-Гатино
- Коллин-Де-л'Оттава
- Папино
- Понтиак

Город
- Гатино

Индейские резервации
- Китиган Зиби
- Лак-Рапид

## Сагеней — Озеро Сен-Жан
Окружные муниципалитеты
- Фьор-Дю-Сагеней
- Лак-Сен-Жан-Эст
- Домен-Дю-Руа
- Мария-Шапделен

Город
- Сагеней

Индейская резервация
- Маштеятщ

## Север Квебека
Областное правительство
- Кативик

Города
- Шапе
- Шибугамо
- Лебель-Сюр-Кевиллён
- Матагами

Отдельный муниципалитет
- Байе-Джеймс

Индейская резервация
- Лак-Джон

Деревни кри
- Шисасиби
- Эстмен
- Мистиссини
- Немаска
- Васкаганиш
- Васванипи
- Веминджи
- Вапмагусти

Резервационные территории кри
- Резервационная территория кри Шисасиби
- Резервационная территория кри Эстмен
- Резервационная территория кри Мистиссини
- Резервационная территория кри Немаска
- Резервационная территория кри Васкаганиш
- Резервационная территория кри Васванипи
- Резервационная территория кри Веминджи
- Резервационная территория кри Вапмагусти

## Центральный Квебек
Окружные муниципалитеты
- Артабаска
- Беканкур
- Друммонд
- Л'Ерабль
- Николе-Ямаска

Индейские резервации
- Оданак
- Волинак

## Шодьер — Аппалачи
Окружные муниципалитеты
- Бос-Сартиган
- Беллешас
- Новый Бос
- Аппалачи
- Этшемин
- Исле
- Лотбиньер
- Монтмагни
- Робер-клише

Город
- Леви

## Эстри
Окружные муниципалитеты
- Куатикок
- Грани
- Верхний Сен-Франсуа
- Вал-Сен-Франсуа
- Сурсе
- Мемфремаго

Город
- Шербрук